# Liste der Auslandsvertretungen Somalias

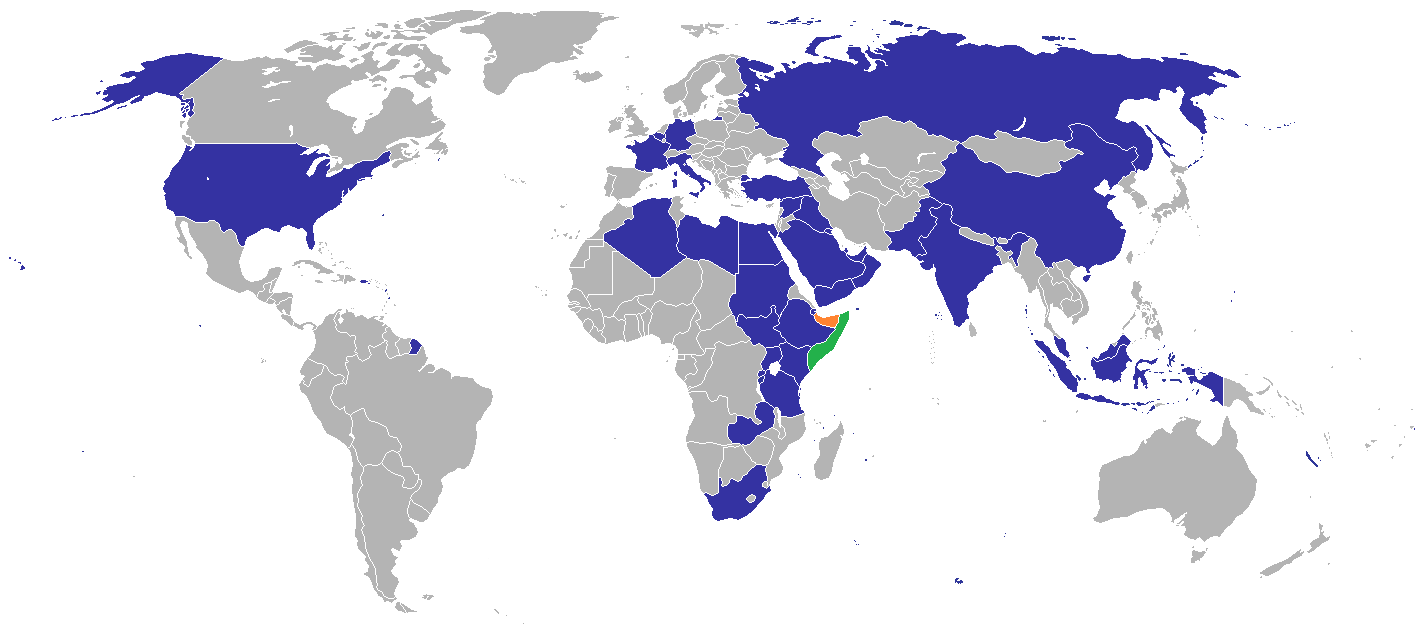
Standorte der diplomatischen Vertretungen Somalias

Dies ist eine Liste der diplomatischen und konsularischen Vertretungen Somalias.

## Diplomatische und konsularische Vertretungen

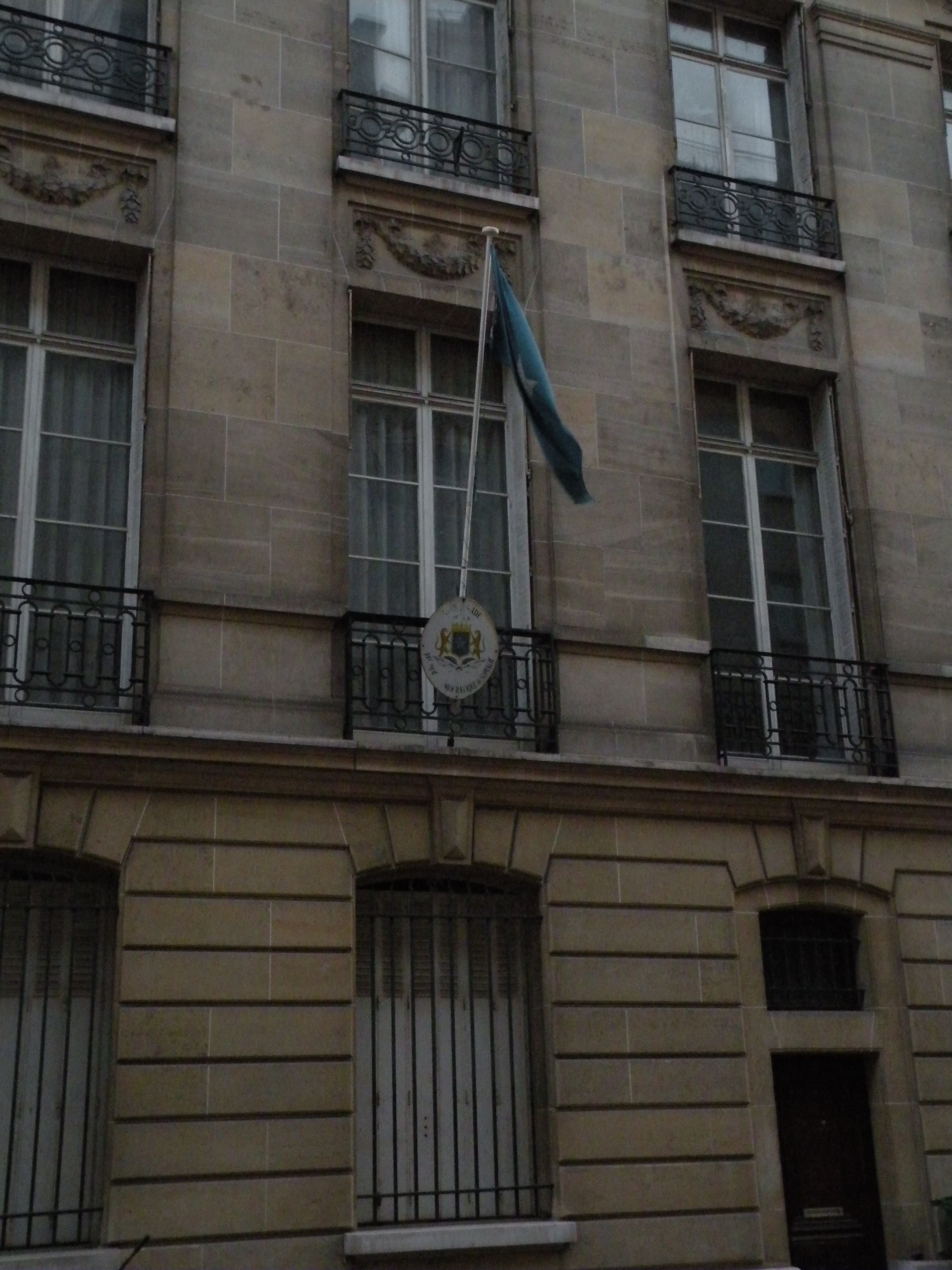
Somalische Botschaft in Paris

### Afrika
| - Algerien: Algier, Botschaft - Burundi: Bujumbura, Botschaft - Ägypten: Kairo, Botschaft - Eritrea: Asmara, Botschaft - Äthiopien: Addis Abeba, Botschaft - Dschibuti: Dschibuti, Botschaft - Kenia: Nairobi, Botschaft - Libyen: Tripolis, Botschaft | - Nigeria: Abuja, Botschaft - Senegal: Dakar, Botschaft - Südafrika: Pretoria, Botschaft - Sudan: Khartum, Botschaft - Südsudan: Juba, Botschaft - Uganda: Kampala, Botschaft - Sambia: Lusaka, Botschaft |

### Amerika
- Vereinigte Staaten: Washington, D.C., Botschaft

### Asien
| - Volksrepublik China: Peking, Botschaft - Indien: Neu-Delhi, Botschaft - Indonesien: Jakarta, Botschaft - Irak: Bagdad, Botschaft - Iran: Teheran, Botschaft - Jemen: Sanaa, Botschaft - Jemen: Aden, Generalkonsulat - Katar: Doha, Botschaft - Kuwait: Kuwait, Botschaft | - Malaysia: Kuala Lumpur, Botschaft - Oman: Maskat, Botschaft - Pakistan: Islamabad, Botschaft - Saudi-Arabien: Riad, Botschaft - Saudi-Arabien: Dschidda, Generalkonsulat - Syrien: Damaskus, Botschaft - Vereinigte Arabische Emirate: Abu Dhabi, Botschaft - Vereinigte Arabische Emirate: Dubai, Generalkonsulat |

### Europa
| - Belgien: Brüssel, Botschaft - Deutschland: Berlin, Botschaft - Frankreich: Paris, Botschaft - Italien: Rom, Botschaft | - Russland: Moskau, Botschaft - Spanien: Madrid, Botschaft - Türkei: Ankara, Botschaft - Vereinigtes Königreich: London, Botschaft |

## Vertretungen bei internationalen Organisationen
- Vereinte Nationen: New York, Ständige Delegation
- Vereinte Nationen: Genf, Ständige Mission
- Arabische Liga: Kairo, Ständige Mission